# Burgasbukten

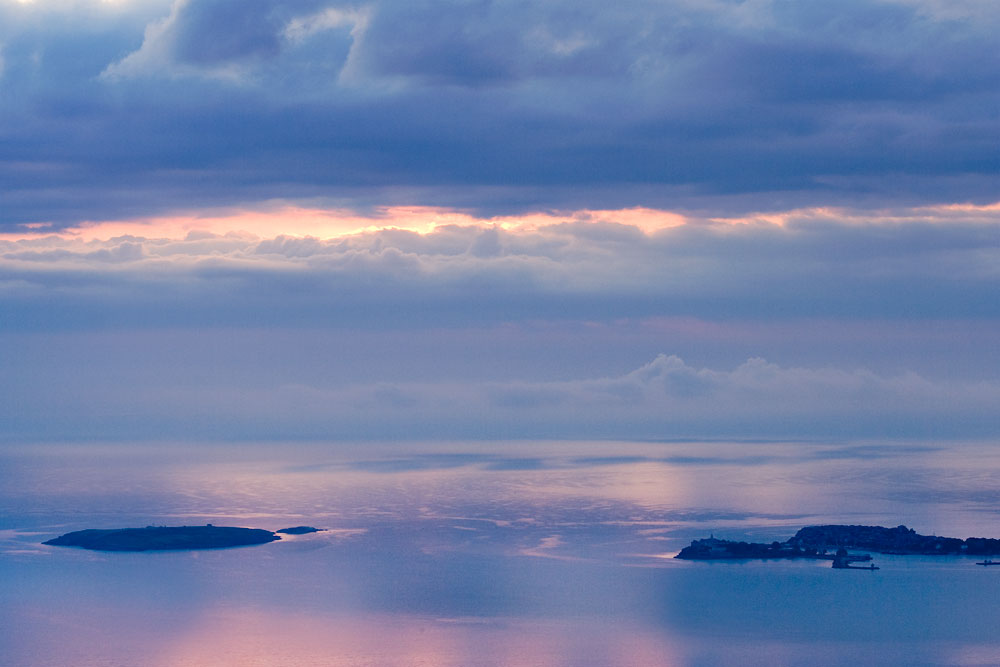
Öar i Burgasbukten.

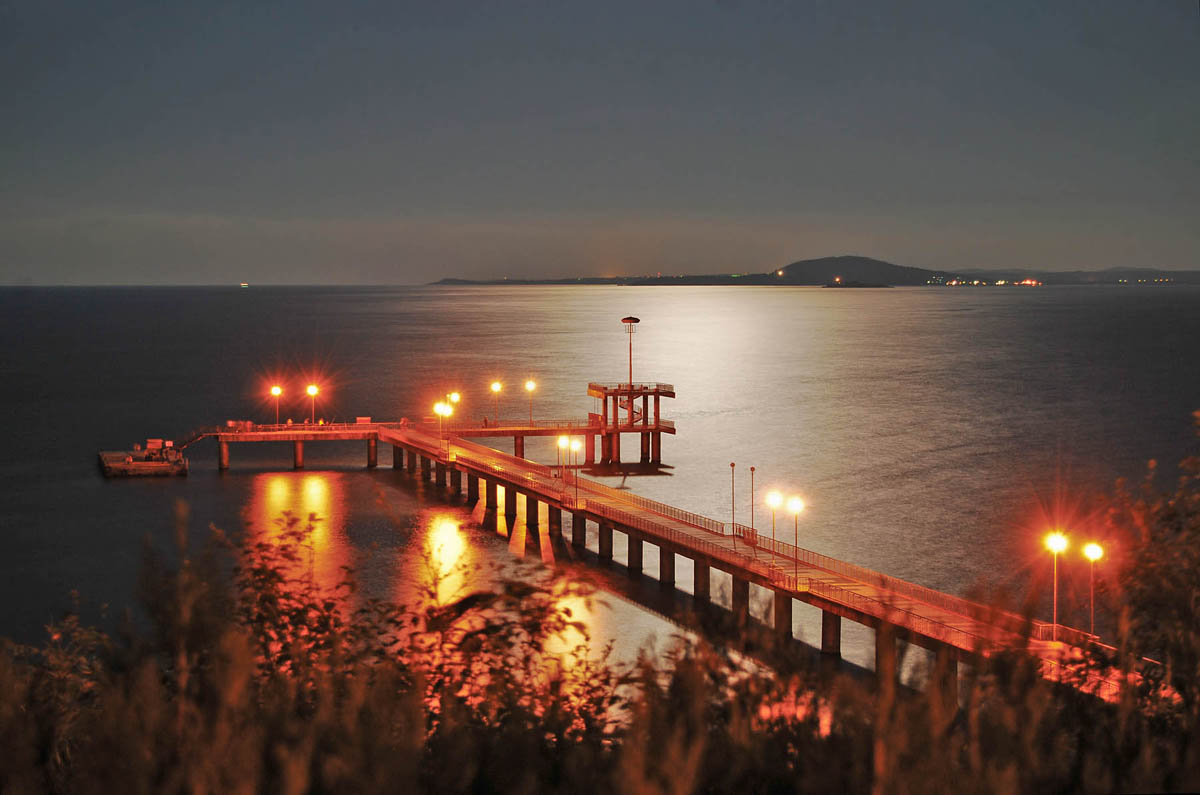
Burgasbukten

Burgasbukten (bulgariska: Бургаски залив, Burgaski Zaliv) är en bukt i Svarta havet som tillhör Bulgarien. Det är en av de störta bukterna i Svarta havet. Den är 41 meter som bredast och 25 meter som djupast. Den stora hamnstaden Burgas ligger i bukten. Andra hamnstäder i bukten är Pomorie, Sozopol och Nesebăr. Burgasbukten är Svarta havets västligaste punkt.